# Mitzi Kremer
Mitzi Kremer (Estados Unidos, 18 de marzo de 1968) es una nadadora estadounidense retirada especializada en pruebas de estilo libre, donde consiguió ser medallista de bronce olímpica en 1988 en los 4 x 100 metros estilo libre.

## Carrera deportiva
En los Juegos Olímpicos de Seúl 1988 ganó la medalla de bronce en los relevos de 4 x 100 metros estilo libre, con un tiempo de 3:44.25 segundos, tras Alemania Oriental (oro) y Países Bajos (plata), siendo sus compañeras de equipo las nadadoras: Mary Wayte, Laura Walker, Dara Torres, Paige Zemina y Jill Sterkel.